# Райли, Уилл
Уи́льям Ра́йли (англ. William Riley; род. 10 февраля 2006, Китченер, Онтарио) — канадский профессиональный баскетболист, выступающий в НБА за команду «Вашингтон Уизардс». Играет на позиции лёгкого форварда.

## Ранние годы
Выступал за различные старшие школы, прежде чем присоединиться к школе Фелпс в Малверне, Пенсильвания, играя за которую Райли зарекомендовал себя как один из лучших молодых баскетболистов Канады. 23 июня 2024 года согласился присоединиться к команде Иллинойсского университета в Урбане-Шампейне.

## Карьера в колледже
4 ноября 2025 года дебютировал в NCAA в матче против команды Восточного университета Иллинойса, набрав 31 очко, 7 подборов и 3 передачи и установив новый рекорд результативности среди всех первокурсников в истории своего колледжа. 11 ноября был признан лучшим первокурсником прошедшей недели конференции Big Ten. Райли удостаивался этой же награды ещё 2 раза в течение регулярного чемпионата. За сезон принял участие в 35 встречах, набирая в среднем за матч 12,6 очка, 4,1 подбора и 2,2 передачи. В апреле 2024 года заявил о том, что выставит свою кандидатуру на предстоящий драфт НБА.

## Карьера в НБА
На драфте НБА 2025 года был выбран под общим 21-м номером командой «Юта Джаз» и обменян в «Вашингтон Уизардс». 11 июля 2025 года дебютировал в Летней лиге, сыграв 20 минут в матче против «Финикс Санз» и набрав 5 очков и 3 подбора. Во второй встрече турнира против «Бруклин Нетс» провёл на площадке 23 минуты и набрал 16 очков и 3 передачи, реализуя 83% своих бросков и 75% трёхочковых бросков.

## Статистика

### Статистика в NCAA
| Сезон | Команда  | Conf    | Class | GP | GS | MPG  | FG%  | 3P%  | FT%  | RPG | APG | SPG | BPG | PPG  |
| --- | -------- | ------- | ----- | -- | -- | ---- | ---- | ---- | ---- | --- | --- | --- | --- | ---- |
| 2024/25 | Иллинойс | Big Ten | FR    | 35 | 9  | 25,5 | 43,2 | 32,6 | 72,4 | 4,1 | 2,2 | 0,3 | 0,3 | 12,6 |
| Всего | Всего    | Всего   | Всего | 35 | 9  | 25,5 | 43,2 | 32,6 | 72,4 | 4,1 | 2,2 | 0,3 | 0,3 | 12,6 |
| Наведите курсор мыши на аббревиатуры в заголовке таблицы, чтобы прочесть их расшифровку Статистика приведена с сайта sports-reference.com |          |         |       |    |    |      |      |      |      |     |     |     |     |      |